# Philippe Alegambe
Philippe Alegambe (Bruselas, 22 de enero de 1592-Roma, 6 de septiembre de 1652) fue un jesuita e historiador belga.

## Vida
Hechas las humanidades en su ciudad natal, fue muy joven a España y entró al servicio de Pedro Téllez-Girón y Velasco, duque de Osuna. Cuando éste fue nombrado (1611) virrey de Sicilia, le acompañó a Italia como secretario. El 3 de septiembre de 1613, entró en la Compañía de Jesús en Palermo, donde estudió filosofía antes de ir al Collegio Romano para la teología. Después de su ordenación (1621), fue enviado a la provincia de Austria y enseñó filosofía en la Universidad de Graz desde 1622.
En 1629, el príncipe de Eggenberg le escogió como preceptor de su hijo Johann Anton para que lo acompañase en un viaje de tres años por Europa (Alemania, Francia, España e Italia). A su vuelta a Graz, Alegambe enseñó (1633-1638) teología moral y fue director espiritual de los escolares jesuitas. Acompañó de nuevo al joven príncipe (1638), pero esta vez a Roma, adonde iba como embajador extraordinario del emperador Fernando III de Habsburgo al papa Urbano VIII. Concluida esta misión, Alegambe se quedó en Roma como secretario latino del Prepósito General Mucio Vitelleschi. En 1645, a causa del debilitamiento de su vista, no pudo seguir con la labor, y fue nombrado superior de la Casa Profesa de Roma. Alegambe murió en Roma el 6 de septiembre de 1652.
Escribió varias obras hagiográficas, dos de las cuales se completaron y publicaron después de su muerte. Pero se le conoce sobre todo por su Bibliotheca Scriptorum Societatis Jesu, en la que utilizó la bibliografía de Pedro de Ribadeneira y la completó notablemente, aportando la información recibida por el jesuita belga Jean Bolland. Aunque su Bibliotheca no esta a salvo de críticas, tales como ordenar los autores por sus nombres de bautismo, en vez de por apellidos, superó en todo caso, cuanto se había publicado hasta entonces.

## Obras
- Bibliotheca Scriptorum Societatis Jesu (Amberes, 1643).
- De vita et moribus P. loannis Cardim Lusitani (Roma, 1645).
- Mortes illustres et gesta eorum de Societate Jesu... (Roma, 1657).
- Heroes et victimae charitatis Societatis Jesu... (Roma, 1658).